# لافایت ۲۳۲۴۴
سیارک ۲۳۲۴۴ (به انگلیسی: 23244 Lafayette، نامگذاری:2000WP162)۲۳۲۴۴مین سیارک کشف شده‌است که در ۲۰ نوامبر ۲۰۰۰ کشف شد.